# Hell's Paradise - Jigokuraku
Hell's Paradise - Jigokuraku (地獄楽?, Jigokuraku, lett. "Paradiso infernale" o "Paradiso dei dannati") è un manga scritto e disegnato da Yūji Kaku, serializzato dal 22 gennaio 2018 al 25 gennaio 2021 sulla rivista digitale Shōnen Jump+ di Shūeisha.

## Trama
Catturato durante una missione di assassinio, il ninja Gabimaru viene condannato all'esecuzione, ma nulla sembra in grado di ucciderlo per via del suo corpo sovrumano. Credendo che l'amore per la moglie lo tenga inconsciamente in vita, il boia Yamada Asaemon Sagiri gli offre la possibilità di essere graziato da tutti i crimini dallo shogunato se troverà l'elisir di lunga vita su Shinsenkyo, un reame leggendario recentemente scoperto a sud-ovest del Regno delle Ryūkyū. Dopo aver perso cinque squadre di spedizione inviate sull'isola, questa volta lo shogunato invia un gruppo di condannati a morte. A ciascuno dei condannati viene assegnato un boia del clan Yamada Asaemon, con cui devono tornare per ottenere la grazia.

## Personaggi
Gabimaru (画眉丸?)
Doppiato da: Chiaki Kobayashi (ed. giapponese), Sebastiano Tamburrini (ed. italiana)
Il ninja più forte di Iwagakure, dove è stato addestrato a uccidere dalla nascita. È conosciuto come "Gabimaru l'arido" (がらんの画眉丸? lett. "Gabimaru il vuoto") per la sua mancanza di emozioni. Tuttavia è innamorato di sua moglie, la figlia del capovillaggio, che lo tratta in modo diverso dagli altri. Progettava di tagliare tutti i legami con il suo villaggio per vivere una vita normale con sua moglie, ma fu incastrato e catturato dai suoi compagni.
Yamada Asaemon Sagiri (山田浅ェ門佐切?)
Doppiata da: Yumiri Hanamori (ed. giapponese), Chiara Leoncini (ed. italiana)
Una donna che fa parte del clan Yamada (山田家の屋?). Recluta Gabimaru per la spedizione dopo aver visto il suo talento e la sua forte volontà di vivere.

## Media

### Manga
Il manga è stato scritto e disegnato da Yūji Kaku e pubblicato da Shūeisha sull'applicazione e sito web Shōnen Jump+ dal 22 gennaio 2018. La serie si è conclusa con il suo 127º capitolo il 25 gennaio 2021. I capitoli sono stati raccolti da Shūeisha in 13 tankobon dal 4 aprile 2018 al 30 aprile 2021.
Un manga spin-off umoristico creato da Ōhashi, Jigokuraku: saikyō no nukenin gaman no Gabimaru (じごくらく 〜最強の抜け忍 がまんの画眉丸〜?), è stato serializzato su Shōnen Jump+ dal 20 gennaio 2020 al 29 giugno 2020, per un totale di 21 capitoli che sono stati raccolti in un volume tankōbon il 4 settembre 2020.
L'edizione italiana della serie è stata annunciata al Comicon 2019 da Edizioni BD, ed è stata pubblicata sotto l'etichetta J-Pop dal 16 ottobre 2019 al 24 novembre 2021.
Dal 17 maggio 2018, la versione inglese del manga è pubblicata gratis sul sito di Viz Media e, dal 22 ottobre 2024, anche in formato verticale sulla piattaforma Webtoon.

#### Volumi
| Nº | Data di prima pubblicazione | Data di prima pubblicazione | Data di prima pubblicazione | Data di prima pubblicazione |
| Nº | Giapponese                  | Giapponese                  | Italiano                    | Italiano                    |
| -- | --------------------------- | --------------------------- | --------------------------- | --------------------------- |
| 1  | 4 aprile 2018               | ISBN 978-4-08-881471-1      | 16 ottobre 2019             | ISBN 978-88-349-0061-1      |
| 2  | 4 giugno 2018               | ISBN 978-4-08-881502-2      | 4 dicembre 2019             | ISBN 978-88-349-0112-0      |
| 3  | 3 agosto 2018               | ISBN 978-4-08-881546-6      | 12 febbraio 2020            | ISBN 978-88-349-0184-7      |
| 4  | 2 novembre 2018             | ISBN 978-4-08-881601-2      | 13 maggio 2020              | ISBN 978-88-349-0245-5      |
| 5  | 4 marzo 2019                | ISBN 978-4-08-881697-5      | 22 luglio 2020              | ISBN 978-88-349-0334-6      |
| 6  | 4 giugno 2019               | ISBN 978-4-08-881803-0      | 16 settembre 2020           | ISBN 978-88-349-0373-5      |
| 7  | 4 settembre 2019            | ISBN 978-4-08-882056-9      | 4 novembre 2020             | ISBN 978-88-349-1510-3      |
| 8  | 4 dicembre 2019             | ISBN 978-4-08-882148-1      | 8 gennaio 2021              | ISBN 978-88-349-0454-1      |
| 9  | 4 marzo 2020                | ISBN 978-4-08-882230-3      | 17 marzo 2021               | ISBN 978-88-349-0537-1      |
| 10 | 4 giugno 2020               | ISBN 978-4-08-882338-6      | 12 maggio 2021              | ISBN 978-88-349-0620-0      |
| 11 | 4 settembre 2020            | ISBN 978-4-08-882407-9      | 14 luglio 2021              | ISBN 978-88-349-0683-5      |
| 12 | 4 dicembre 2020             | ISBN 978-4-08-882523-6      | 8 settembre 2021            | ISBN 978-88-349-0750-4      |
| 13 | 30 aprile 2021              | ISBN 978-4-08-882583-0      | 24 novembre 2021            | ISBN 978-88-349-0809-9      |

### Anime

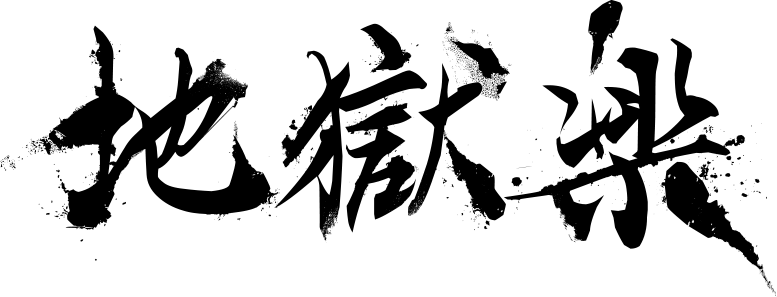
logo della serie

Un adattamento anime è stato annunciato sull'ottavo numero di Weekly Shōnen Jump nel 2021. Al Jump Festa 2022 è stato rivelato che Kaori Makita curerà la regia per lo studio di animazione MAPPA, con Akira Kindaichi che si occuperà della composizione della serie, Koji Hisaki come character designer, Yoshiaki Dewa come compositore della colonna sonora e Twin Engine alla pianificazione.
Crunchyroll distribuisce la serie al di fuori dell'Asia; il doppiaggio italiano è stato pubblicato dal 22 aprile al 22 luglio 2023.
Una seconda stagione è stata annunciata il 1º luglio 2023. È prevista per gennaio 2026 e vedrà il ritorno del cast e dello staff a ricoprire i rispettivi ruoli.

#### Episodi
| Nº | Titolo italiano Giapponese 「Kanji」 - Rōmaji | In onda        | In onda        |
| Nº | Titolo italiano Giapponese 「Kanji」 - Rōmaji | Giapponese     | Italiano       |
| 1  | Il condannato a morte e la carnefice 「死罪人と執行人」 - Shizaijin to shikkōnin | 1º aprile 2023 | 22 aprile 2023 |
| 1  | Uno shinobi di nome Gabimaru sta per essere decapitato, ma si rivela inutile, maledicendo la sua incapacità di morire. Spiega alla sua interrogatrice di essersi sottoposto all'addestramento shinobi del villaggio di Iwagakure, sviluppando un corpo sovrumano e diventando un killer efficiente. Afferma di essere stato sposato con la figlia del capo clan, ma dopo aver chiesto al capo il permesso di andarsene, è stato tradito e consegnato alle autorità. Dopo ulteriori tentativi infruttuosi di giustiziarlo, Gabimaru affronta la sua interrogatrice, che si rivela essere Yamada Asaemon Sagiri, un'esperta di spada e boia del clan Yamada. Percependo la sua abilità di boia calma ed efficiente, Gabimaru prova paura e reagisce, soprattutto dopo che Sagiri afferma che lui è ancora innamorato di sua moglie. Sagiri offre improvvisamente la grazia totale e la protezione del governo per Gabimaru in cambio del compimento di una missione che sfida la morte. Deve recarsi a Shinsenkyo, una terra leggendaria che si dice custodisca l'Elisir dell'Immortalità, e recuperarlo in competizione con altri criminali condannati a morte. La promessa di una vita serena con la sua amata moglie spinge Gabimaru ad accettare senza esitazione. |                |                |
| 2  | Cernita e scelta 「選別と選択」 - Senbetsu to sentaku | 8 aprile 2023  | 29 aprile 2023 |
| 2  | Sagiri ricorda il suo primo addestramento come boia e le difficoltà che ha incontrato nel superare la paura e l'esitazione. Gli oltre 30 criminali condannati bendati che si sono offerti volontari per la missione ricevono istruzioni dall'11° shogun, Nariyoshi Tokugawa. Viene mostrato loro un ufficiale tornato da una precedente spedizione ma non più umano, con fiori che sbocciano dal suo corpo. Saranno accompagnati ciascuno dai membri del clan Yamada; tuttavia, viene detto loro di ridurre il numero dei partecipanti, il che causa una serie di omicidi. Mentre lo shogun si delizia della carneficina che lo attende, Gabimaru si rivolge a lui, dicendo che deve esserci un modo migliore per effettuare la selezione. La guardia del corpo dello shogun offre un posto nella missione a chiunque uccida Gabimaru, che è poi costretto a riluttanza a combattere per la sua vita, uccidendo brutalmente i suoi aggressori con le mani legate. Mentre vengono letti i nomi dei dieci prigionieri selezionati per la missione, tra cui Gabimaru, Sagiri si rende conto che il suo problema non è superare la paura di uccidere, ma accettare il peso della responsabilità delle vite che toglie. |                |                |
| 3  | Debolezza e forza 「弱さと強さ」 - Yowasa to tsuyosa | 15 aprile 2023 | 6 maggio 2023  |
| 3  | Gabimaru crede che l'elisir dell'immortalità, esista dopo aver visto il capo del villaggio di Iwagakure sopravvivere a una serie di ferite mortali. Quando lui e Sagiri arrivano sulla riva della loro destinazione, lui le dice che l'elisir potrebbe non provenire da questo luogo. Improvvisamente vengono attaccati dal criminale condannato Twisted Keiun, un esperto di armi accompagnato dallo Yamada Asaemon Kisho. Gabimaru sopravvive a tutti i suoi attacchi e uccide brutalmente Keiun con le sue stesse armi, anche con le mani legate su insistenza di Sagiri. Mentre Kisho torna alla barca con la testa mozzata di Keiun, dice a Sagiri che i criminali hanno già iniziato a uccidersi a vicenda e prevede che a breve quasi tutti saranno eliminati, tuttavia questo significa solo che gli shinobi del villaggio di Iwagakure verranno inviati al loro posto. Dopo la partenza di Kisho, Gabimaru attacca Sagiri con una spada in modo che possa trovare l'elisir senza ostacoli, ma si ritrova incapace di sferrare il colpo mortale. Entrambi si rendono conto che lui non è vuoto e ha ancora emozioni a causa del suo amore per sua moglie, Gabimaru capisce che le emozioni non sono una debolezza ma una punto di forza. Altrove, il criminale Tamiya Gantetsusai viene punto da quella che sembra una farfalla dal volto umano e si recide rapidamente la mano sinistra che appassisce e fa germogliare fiori. Sia lui che Gabimaru si trovano di fronte a strani mostri e contemporaneamente circondati da creature bizzarre. |                |                |
| 4  | Inferno e paradiso 「地獄と極楽」 - Jigoku to gokuraku | 22 aprile 2023 | 13 maggio 2023 |
| 4  | Gantetsusai racconta al suo controllore Yamada Asaemon Fuchi perché è stato condannato a morte, e si propone di eliminare gli altri criminali per semplificare la sua ricerca dell'elisir. Nel frattempo, Gabimaru e Sagiri sono minacciati da varie enormi creature con sembianze simili a quelle di un Buddha. Quando uno attacca e ferisce Gabimaru, si rende conto che sono circondati e affrontati da numerosi avversari con abilità sconosciute. Getta al vento la prudenza e, agendo solo d'istinto per la sopravvivenza, li attacca. Distrugge la maggior parte di loro, proteggendo insolitamente Sagiri nel processo, fino a quando Yamada Asaemon Genji arriva e assiste, accompagnato da Yamada Asaemon Senta con la criminale Kunoichi Yuzuriha. Yuzuriha si offre di lavorare con Gabimaru in cambio di informazioni che ha raccolto sulle creature sperimentando su Moro Makiya l'Apostata prima di ucciderlo, lasciando Genji senza la sua carica. Mentre parlano, Sagiri perde conoscenza e crolla. Nel frattempo, Aza Chōbei e suo fratello minore Yamada Asaemon Toma affrontano un gruppo simile di mostri. Aza sente di avere il controllo della situazione fino a quando non viene ferito e Toma viene catturato. Quindi fa a pezzi i mostri, con una rabbia berserker. |                |                |
| 5  | Samurai e donna 「侍と女」 - Samurai to onna | 29 aprile 2023 | 20 maggio 2023 |
| 5  | Sagiri si sveglia e scopre che si sono allontanati dalle farfalle le cui squame velenose l'hanno fatta svenire. Gabimaru racconta agli altri che mentre esplorava da solo, ha scoperto che molte piante sull'isola erano ex samurai inviati dallo shogun. Senta condivide anche le conoscenze che ha acquisito da quando è arrivato. Genji suggerisce di sostituire Sagiri nella guardia di Gabimaru poiché le mancano abilità di battaglia, ma lei rifiuta. Nel frattempo, Yamada Asaemon Tenza cerca di lasciare l'isola in barca con la criminale Nurugai, ultimo del popolo Sanka, ma vengono bloccati da un cimitero di navi samurai. Vengono attaccati dai mostri e mentre cercano di fuggire attraverso i relitti, si imbattono in Yamada Asaemon Kisho, ancora vivo ma con fiori che spuntano dal suo corpo. Nurugai si perde d'animo con il senso di colpa di sentirsi responsabile della scomparsa dei Sanka e aspetta di morire, ma Tenza si rifiuta di arrendersi e insieme combattono per tornare sull'isola. Mentre asciugano i loro vestiti, Tenza scopre che Nurugai è una giovane donna. Decidono di fare il giro dell'isola per vedere se riescono a trovare una via di fuga. Gabimaru dà a Sagiri la sicurezza di mantenere la sua posizione e diventare una samurai contro l'istanza di Genji che dovrebbe diventare una moglie e una madre. Improvvisamente appare Rokurota, il Gigante di Bizen, e strappa un grosso pezzo dal corpo di Genji.                                                                                    |                |                |
| 6  | Sentimenti e ragione 「心と理」 - Kokoro to kotowari | 6 maggio 2023  | 27 maggio 2023 |
| 6  | Genji viene ferito a morte, ma quando Sagiri cerca di aiutarlo, le dice di scappare. Proprio mentre il mostruoso Rokurota sta per attaccarla, viene salvata da Gabimaru. Gabimaru cerca di valutare le abilità di Rokurota, ma non riesce a trovare alcun punto debole. Genji morente si rende conto che Sagiri sta percorrendo la via di mezzo tra cuore e ragione, debolezza e forza, e le dà la sua lama. Lo usa per tagliare una delle dita di Rokurota, e insieme lei e Gabimaru lo attaccano, ma sono completamente sopraffatti. Gabimaru è costretto a usare le sue tecniche Ninpo Ascetic Blaze Mode per attaccare Rokurota con palle di fuoco. La giungla prende fuoco, producendo fumo che affama Rokurota di ossigeno e lui crolla in ginocchio, permettendo a Sagiri di decapitarlo. I mostri giganti dell'isola sono attratti dalle fiamme, così Gabimaru e Sagiri si liberano dall'inferno nella direzione da cui provengono i mostri. Entrambi si rendono conto che prima trovano l'elisir, più vite possono essere salvate e più velocemente possono lasciare l'isola. Si incontrano con Senta e Yuzuriha e il gruppo arriva in un villaggio. Nel frattempo, dopo aver massacrato i mostri che li hanno attaccati, Chobei e Toma si imbattono in due amanti androgini nudi che si baciano nella giungla. |                |                |
| 7  | Fiori e sacrifici 「花と贄」 - Hana to nie | 13 maggio 2023 | 3 giugno 2023  |
| 7  | Chobei e Toma si confrontano con i due esseri che vedono come esseri umani degli intrusi. Il gruppo di Gabimaru incontra una giovane ragazza, ma quando la insegue scopre che ha potenti abilità ed è protetta da un grande essere di legno. Dopo che entrambi sono stati sconfitti da Gabimaru e Yuzuriha, l'essere si offre di portarli in un villaggio. Al villaggio, l'essere di legno Hoko e la sua giovane compagna, Mei, offrono loro della frutta e lui dice loro che chiamano il posto Kotaku sull'isola di Shinsenkyo. L'isola è divisa in tre regioni, la riva e la foresta si chiama "Eishu", il villaggio si trova a "Hojo" e l'elisir "Tan" si trova nella regione centrale delle nebbie chiamata "Horai" che è abitata dai Tensen simili a divinità che sono immortali. Nel frattempo, Chobei e Toma vengono facilmente sconfitti dai due Tensen, e i fratelli vengono gettati in una fossa per essere trasformati in fiori e diventare la fonte di Tan. Su suggerimento di Sagiri, Gabimaru si prende del tempo per fare il bagno e ricorda il consiglio di sua moglie di rilassarsi per essere preparato per la battaglia che lo attende. |                |                |
| 8  | Pupillo e maestro 「弟子と師」 - Deshi to shi | 20 maggio 2023 | 10 giugno 2023 |
| 8  | Tenza ricorda i suoi primi anni di vita come scugnizzo di strada, quando fu accolto come studente dal maestro Yamada Asaemon Shion che riconobbe il suo potenziale. Tenza e Nurugai continuano il loro giro dell'isola, ma vengono interrotti da un Tensen color fiamma che mette facilmente KO Tenza. Tenza usa la sua velocità per tagliare il Tensen, tagliandogli la testa, ma si rigenera e li insegue. Vengono salvati momentaneamente dal cieco ma esperto Shion che decapita di nuovo il Tensen. Spiega di aver ucciso la criminale Akaginu quando ha cercato di sedurlo, ma poi non è riuscito a trovare una corrente che lo portasse fuori dall'isola. Improvvisamente, il Tensen colpisce di nuovo, colpendo Shion alla gola e quando Tenza attacca con la sua spada, riceve un colpo fatale. In un ultimo disperato tentativo di salvare Shion e Nurugai, Tenza attacca il Tensen a mani nude dando la sua vita in modo che possano fuggire. |                |                |
| 9  | Divinità e umani 「神と人」 - Kami to hito | 3 giugno 2023  | 24 giugno 2023 |
| 9  | Gabimaru diventa impaziente e si dirige da solo verso Horai, al centro dell'isola, passando davanti ad alberi immobili che cantano sutra. Raggiunge un tempio dove si confronta con lo stesso Tensen che ha ucciso Tenza. Gabimaru usa tutte le sue abilità e tecniche contro il Tensen, ma si rigenera rapidamente, quindi in preda alla disperazione lancia molteplici attacchi rapidi che alla fine hanno successo. Quando il Tensen si esaurisce, viene consumato dai fiori che formano un grande mostro metà pianta e metà umano. Il mostro attacca e afferra Gabimaru che, ricordando il suo allenamento, usa la sua energia rimanente per sferrare l'attacco più forte possibile, creando una tregua e viene poi salvato da Mei. Hoko si offre di portare Sagiri e gli altri a Horai e cercare Mei. Nel frattempo, i sette Tensen: Shangdi Samantabhadra, Dadi Aksho, Jiujun Amoghavajra, Sagacious Dasheng Ratna, Yuanjun Tathata, Gonggong Manjusri e Dijun Cundi divinizzato si riuniscono per rivedere la situazione e prendere parte all'elisir. Hoko si offre di portare gli altri a trovare Mei e Gabimaru, e spiega che tutti gli umani che abitavano l'isola sono stati alla fine trasformati in piante. Mentre Gabimaru riprende conoscenza, incontra Tamiya Gantetsusai e Yamada Asaemon Fuchi. |                |                |
| 10 | Yin e yang 「陰と陽」 - In to yō | 10 giugno 2023 | 1º luglio 2023 |
| 10 | Nella sua condizione attuale, Gabimaru è troppo debole per combattere Gantetsusai e Fuchi, e dopo aver descritto i Tensen e i loro poteri, accettano di collaborare. Nel frattempo, Senta conclude che l'isola non è la vera Shinsenkyo, e le divinità mescolate non sono veri dei, simile al costrutto di Moro Makiya, il fondatore di una nuova religione che sta complottando per rovesciare lo shogun, teorizzando così che qualcuno abbia creato l'isola. Gabimaru interroga Mei sul Tensen e lei menziona che possiedono il Tao, mentre allo stesso tempo Hoko racconta al suo gruppo del Tao e di come sia come il flusso del qi, una combinazione di yin e yang e centrato sul dantian inferiore, sotto il navale. Altrove, mentre Nurugai insiste su Shion per insegnarle come usare una spada, vengono attaccati da un gruppo di mostri senza cervello. Nel frattempo, Chobei trascina lentamente Tomi fuori dalla fossa dei fiori dove vengono accolti da un Doshi, un mostro senziente a differenza dell'insensato Soshin, che è stato inviato per indagare sugli intrusi umani. Chobei attacca il Doshi mentre Tomi colpisce un gruppo di Soshin in avvicinamento, tuttavia il Doshi colpisce Chobei con un colpo mortale. |                |                |
| 11 | Debole e forte 「弱イと強イ」 - Yowai to tsuyoi | 17 giugno 2023 | 8 luglio 2023  |
| 11 | Anche se Chobei ha subito un colpo fatale, si riprende per attaccare di nuovo il Doshi. Questa volta sembra aver acquisito una certa capacità rigenerativa dopo essere stato nella fossa dei fiori ed è anche in grado di rilevare il Tao all'interno del Doshi e sconfiggerlo. Altrove, mentre Gabimaru e Gantetsusai combattono i Soshin, Mei ripete le parole, forte e debole. All'improvviso, un Doshi metà umano e metà insetto appare per catturare Mei che vuole riportare agli Horai. Gabimaru agisce in modo insolito per proteggerla, ma lui e Gantetsusai vengono attaccati da sciami di insetti. Fuchi capisce ciò che Mei sta dicendo e spiega a Gabimaru che il Tao è un equilibrio tra debolezza e forza, quindi per vedere il Tao emanare dal Doshi, deve riconoscere il suo lato più debole. Gabimaru fatica a farlo, ma inizia a vedere il Tao che scorre intorno ai due Doshi ed è in grado di sconfiggerli. Nel frattempo, Hoko conduce Sagiri e gli altri ai cancelli degli Horai dove un Tensen con i capelli magenta rimuove sommariamente la testa di legno di Hoko. |                |                |
| 12 | Ombrello e inchiostro 「傘と墨」 - Kasa to sumi | 24 giugno 2023 | 15 luglio 2023 |
| 12 | Il Tensen si rivela essere la peonia Jiujun Amoghavajra e dice che il Tan non è un elisir, perché se gli umani lo consumano si trasformano in piante. Con movimenti fulminei, Yuzuriha fa a pezzi Amoghavajra e poi cerca di avvelenarlo, ma il Tensen si rigenera ogni volta. Alla fine, Sagiri, Senta e Yuzuriha utilizzano la loro conoscenza ed esperienza del Tao per attaccare e sconfiggere insieme i Tensen, anche se questo li lascia feriti ed esausti. Qualche tempo dopo, quando Senta propone di trovare un modo per salvare gli altri membri della spedizione, il Tensen diventa un fiore gigante e spara un proiettile simile a un dardo contro Yuzuriha. Senta si getta davanti a lei e viene invece colpito. Inizia a far germogliare fiori e immagina di dipingere l'immagine di una Yuzuriha danzante che tiene in mano un parasole. Il mostro spara quindi una serie di dardi alle due donne che vengono intercettati da Shion che appare improvvisamente per salvarle. |                |                |
| 13 | Sogno e realtà 「夢と現」 - Yume to utsutsu | 1º luglio 2023 | 22 luglio 2023 |
| 13 | Shion spiega a Sagiri che sta usando la sua consapevolezza del Tao per contrastare il potere del Tensen, tuttavia non è in grado di sconfiggerlo da solo e viene ferito dai suoi dardi. Nurugai taglia i fiori che spuntano da Senta, rianimandolo temporaneamente, poi Sagiri e Nurugai attaccano entrambi i Tensen da davanti permettendo a Shion di attaccare da dietro. Non hanno successo fino a quando Senta suggerisce di attaccare il suo ovulo, che è il punto vulnerabile del Tensen, simile a una pianta. Shion, gravemente ferito, riesce a sferrare un colpo mortale con la sua spada, e Yuzuriha consola Senta mentre muore. Sagiri propone agli Yamada Asaemon e ai criminali di collaborare se vogliono lasciare l'isola vivi. Mentre discutono dei loro prossimi passi, sia Shion che Yuzuriha mettono in discussione la relazione di Sagiri con Gabimaru, e ipotizzano che ciò che lo motiva potrebbe essere un inganno. Nel frattempo, Gabimaru si sveglia dopo essere crollato per la stanchezza e scopre di non ricordare il nome o il volto di sua moglie. |                |                |

### Altri media
Una light novel, intitolata Jigokuraku: utakata no yume (地獄楽 うたかたの夢?), è stata scritta da Sakaku Hishikawa e pubblicata il 4 settembre 2019.
Un'esibizione dei manoscritti e delle illustrazioni dell'autore Yūji Kaku si è tenuta al Tokyo Manga Salon Trigger dal 3 al 9 novembre 2018. Un'altra esibizione è avvenuta al Tower Records di Shibuya dal 29 agosto al 22 settembre 2020.
Uno spettacolo teatrale dedicato al manga si è tenuto al Hulic Hall di Tokyo dal 16 al 26 febbraio 2023.

## Accoglienza
A giugno 2019 il manga ha raggiunto il milione di copie in circolazione, nell'agosto 2020 2,5 milioni, e nell'aprile 2021 ha oltrepassato i 3,6 milioni.
Nel 2024 raggiugne quota 6.5 milioni di copie.